# شارع الحب (فلم)
شارع الحب هو فيلم مصري من إنتاج عام 1958، من إخراج عز الدين ذو الفقار.

## قصة الفيلم
عبد المنعم صبري موسيقي مغمور من شارع محمد علي.. يكتشفه أحد الاشخاص فيتعهد بتعليمه أصول الموسيقى وينبغ فيها حتى يلتحق كمدرس موسيقى بأحد النوادي الموسيقية. يضطر إلى وضع ذقن وشارب صناعيين حتى يبدو كرجل كبير لأن هذا أحد شروط النادي. في النادي يلتقي بالفتاتين "كريمة" و"ميرفت" اللتين تتراهنان على أن يجبرا المدرس على قص لحيته وتضع كل منهما خطتها لتحقيق غرضها. في الوقت الذي حددته "ميرفت" لمقابلة "عبد المنعم" ترسل إليه "كريمة" سيارتها ليركبها وتسير به السيارة حتى يصل إلى عزبتها. بكل وسائل الإغراء تطلب منه أن يزيل ذقنه وشاربه وعندما يرفض تهدده بالانتحار وفعلا تلقى بنفسها في الماء، فتأخذه الشهامة ويلقى بنفسه وراءها لينقذها رغم أنه لا يجبد السباحة !! يستغني النادى عن خدمات الموسيقار ويعود "عبد المنعم" مرة ثانية إلى شارع محمد علي وهناك يلتقى بالموسيقار القديم "جاد الله" الذي كان متخفيا تحت اسم مستعار لارتكابه إحدى الجرائم. تتمكن "كريمة" بواسطة أحد أصدقائها من إقامة حفلة بدار الأوبرا يغنى فيها "عبد المنعم". يستعين المشرفون على الحفل بالموسيقار ثم يتضح أخيرا أن الجريمة التي ارتكبها سقطت بمضى المدة. يحس "عبد المنعم" بحب "كريمة" له فيتزوجها.

## فريق العمل
- الإخراج:
  - عز الدين ذو الفقار
- التأليف:
  - عز الدين ذو الفقار (سيناريو)
  - يوسف السباعي (قصة وحوار)
- الممثلون:
  - عبد الحليم حافظ "عبد المنعم"
  - صباح "كريمة"
  - حسين رياض "مختار/ جاد الله "
  - عبد السلام النابلسي "حسب الله"
  - زينات صدقي
  - عبد المنعم إبراهيم
  - رياض القصبجي
  - حسن فايق
  - نور الدمرداش
  - منيرة سنبل "ميرفت"

## أغانى الفيلم
| الأغنية        | غناء            | تأليف          | تلحين       |
| -------------- | --------------- | -------------- | ----------- |
| موالي          | عبد الحليم حافظ | مرسي جميل عزيز | محمد الموجي |
| قولوله الحقيقة | عبد الحليم حافظ | مرسي جميل عزيز | كمال الطويل |
| الليالي        | عبد الحليم حافظ | مرسي جميل عزيز | محمد الموجي |
| نعم يا حبيبي   | عبد الحليم حافظ | مأمون الشناوي  | كمال الطويل |
| علمني الحب     | صباح            | مأمون الشناوي  | منير مراد   |
| لأه لأه        | صباح            | مأمون الشناوي  | محمد الموجي |

## وصلات خارجية
- مقالات تستعمل روابط فنية بلا صلة مع ويكي بيانات

1. ↑  يظهر محمد الموجي ملحناً لهذا الموال كما ظهر في كتاب "كراسة الحب والوطنية" الذي ألفه مجدي العمروسي، ومع ذلك لا تبين عناوين الفيلم من هو ملحن هذا الموال.